# Тиль (Верхняя Гаронна)
Тиль (фр. Thil, окс. Tilh) — коммуна во Франции, находится в регионе Юг — Пиренеи. Департамент — Верхняя Гаронна. Входит в состав кантона Гренад. Округ коммуны — Тулуза.
Код INSEE коммуны — 31553.

## География

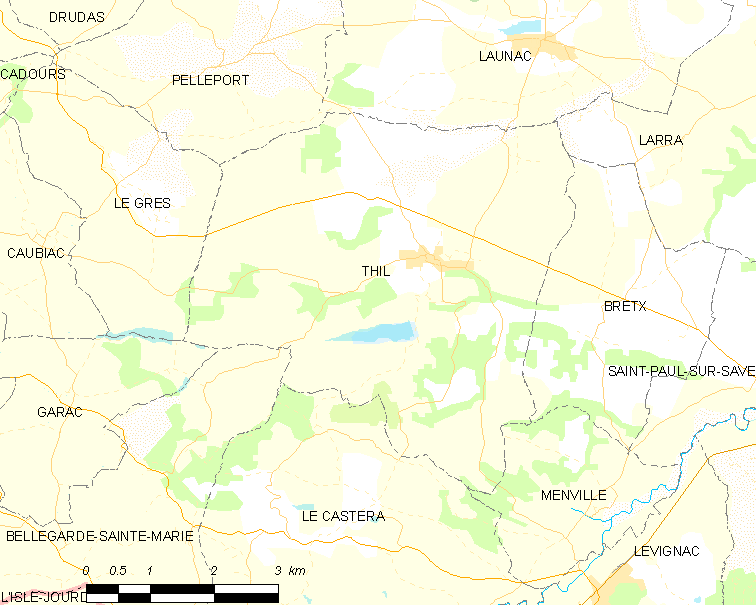
Карта коммуны

Коммуна расположена приблизительно в 580 км к югу от Парижа, в 26 км к северо-западу от Тулузы.
На территории коммуны расположено озеро Тиль-Брекс.

## Климат
Климат умеренно-океанический. Зима мягкая и снежная, весна характеризуется сильными дождями и грозами, лето сухое и жаркое, осень солнечная. Преобладают сильные юго-восточные и северо-западные ветры.

## Население
Население коммуны на 2010 год составляло 1140 человек.
| 1962 | 1968 | 1975 | 1982 | 1990 | 1999 | 2010 |
| ---- | ---- | ---- | ---- | ---- | ---- | ---- |
| 491  | 441  | 425  | 563  | 735  | 833  | 1140 |

## Администрация
| Период | Период | Фамилия    | Партия | Примечания |
| ------ | ------ | ---------- | ------ | ---------- |
| 2001   | 2008   | Анри Леза  |        |            |
| 2008   | 2009   | Клод Гоон  |        |            |
| 2009   | 2020   | Жан Леонар |        |            |

## Экономика
В 2010 году среди 737 человек трудоспособного возраста (15—64 лет) 578 были экономически активными, 159 — неактивными (показатель активности — 78,4 %, в 1999 году было 72,2 %). Из 578 активных жителей работали 546 человек (303 мужчины и 243 женщины), безработных было 32 (13 мужчин и 19 женщин). Среди 159 неактивных 50 человек были учениками или студентами, 47 — пенсионерами, 62 были неактивными по другим причинам.

## Достопримечательности
- Церковь Св. Лаврентия
- Часовня Св. Орана
- Замок Лагайард